# Lissa (skib, 1871)
 For alternative betydninger, se Lissa. (Se også artikler, som begynder med Lissa)
Panserskibet Lissa var det første nye panserskib i den kejserlige østrigske marine efter sejren i slaget ved Lissa, og det blev opkaldt efter øen.

## Design
Lissa blev bygget i den dengang østrigske havneby Triest med samme grundkonstruktion som de foregående østrigske panserskibe, i form af et træskib forsynet med panser af smedejern. Skibet var tegnet af den østrigske flådes chefkonstruktør Romalko, og det blev det første i flåden, hvor kanoner og panser var samlet i et centralt batteri (kasemat), inspireret af det britiske HMS Bellerophon.

## Tjeneste
Lissa hejste kommando i maj 1871 og fik 21 års tjeneste i flåden. Det udgik af flådelisten 13. november 1892 og blev ophugget mellem 1893 og 1895.